# Istoria gândirii evoluționiste
Gândirea evoluționistă, ideea conform căreia speciile se schimbă de-a lungul timpului, își are rădăcinile încă din antichitate, la greci, romani, chinezi și musulmani. Totuși, până în secolul al XVIII-lea, gândirea biologică occidentală era dominată de esențialism, concepție conform căreia formele de viață rămân neschimbate.
Dar în perioada iluminismului se produce o schimbare când cosmologia evoluționistă și mecanicismul se desprind din cadrul știintelor fizice formând istoria naturală. Naturaliștii încep să-și îndrepte atenția către domeniul variabilității speciilor; apariția paleontologiei și apoi a conceptului de dispariție a speciilor determină renunțarea la imaginea statică a naturii.
La începutul secolului al XIX-lea, Jean-Baptiste de Lamarck elaborează teoria transmutației speciilor, prima formă științifică a evoluționismului.
În 1858, Charles Darwin și Alfred Russel Wallace au elaborat și publicat o noua formă a teoriei evoluționiste, explicată mai detaliat în lucrarea lui Darwin, Originea speciilor (1859). Diferit față de Lamarck, Darwin propune conceptul de origine comună și un arbore filogenetic foarte ramificat.
Teoria era bazată pe ideea selecției naturale și avea ca punct de plecare o gamă largă de dovezi și fapte din domenii precum: creșterea animalelor, biogeografie, geologie, morfologie și embriologie.
Opera lui Darwin a condus la o acceptare mai rapidă a evoluționismului, dar mecanismul propus de marele savant englez, selecția naturală,nu a fost larg acceptat până prin anii 1940'.

## Antichitate

### Grecia antică
Filozofia greacă ajunsese la unele concepte și teorii referitoare la apariția și evoluția organicului.
Anaximandru (c. 610 - 546 i.Hr.) susținea faptul că viața a apărut în mare ca apoi să se extindă și pe uscat.
Empedocle (c. 490 - 430 i.Hr.) scrie despre originea nesupranaturală a ființelor vii. 
Mai mult, Empedocle sugerează chiar și o forma de selecție naturală, care este menționată și de Aristotel în Metafizica.
Platon (c. 428 - 348 i.Hr.) a fost, după cum se exprimă biologul și istoricul Ernst Mayr, cel mai mare anti-erou al evoluționismului, deoarece marele filozof deschide calea către esențialism, numit de el Teoria formelor.
Această teorie susține că obiectele observate în lumea reală sunt doar reflectări ale unui număr limitat de esențe (eide).
Variația nu este altceva decât imperfecta reflectare a acestor esențe imuabile.
În scrierea Timaeus, Platon susține ideea creaționistă care ulterior avea să influențeze gândirea creștină.

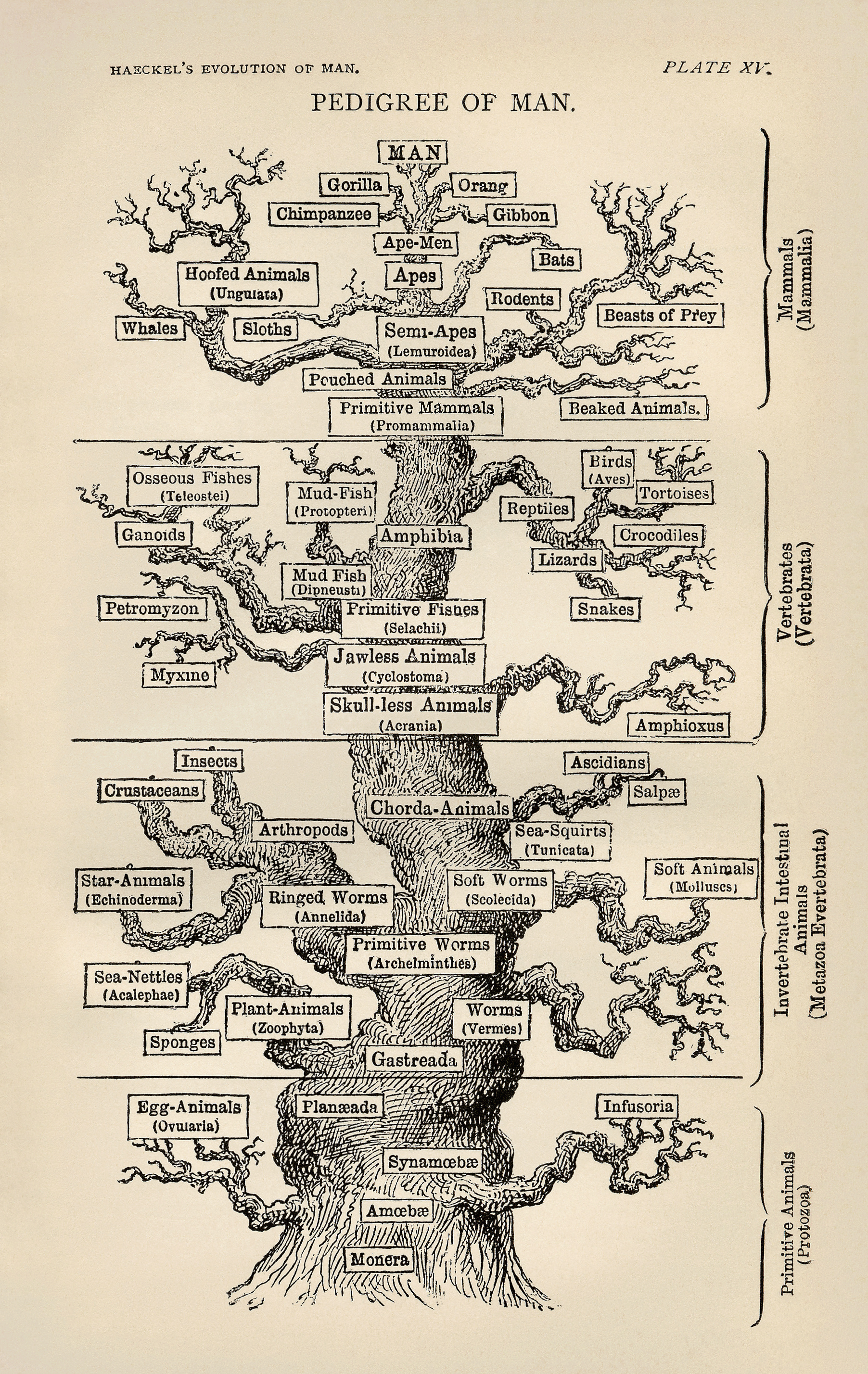
Arborele vieții, așa cum a fost reprezentat de către Ernst Haeckel în lucrarea Evoluția omului (1879)

Aristotel (384 - 322 i.Hr.), unul dintre cei mai mari filozofi ai antichității, este unul dintre primii reprezentanți ai științelor naturii și a căror operă s-a conservat până astăzi. Scrierile sale din domeniul biologiei au fost rezultatul observațiilor sale științifice efectuate în zona insulei Lesbos și sunt cunoscute în forma lor latină: De anima ("Asupra esenței vieții"), Historia animalium ("Studii asupra animalelor"), De generatione animalium ("Reproducerea"), De partibus animalium ("Anatomia").
Dincolo de mituri și legende, lucrările lui Aristotel se caracterizează prin observații și interpretări subtile și remarcabile, indicând un nivel de cunoștințe de neegalat până atunci.
Totuși, în viziunea lui Charles Singer, sunt remarcabile strădaniile lui Aristotel de a realiza o clasificare a organismelor într-o adevărată scară a vieții sau lanț al existențelor, de ierarhizare a acestora conform complexității structurii și funcțiilor.

### China antică
Idei referitoare la evoluție se regăsesc la filozofi chinezi precum taoistul Zhuangzi (Chuang Tzu) (secolul al IV-lea î.Hr.).
După sinologul britanic Joseph Needham, taoismul respinge în mod categoric fixitatea speciilor biologice și ajunge chiar la concluzia că acestea se adaptează în funcție de cerințele mediului în care trăiesc.
În taoism, umanul, natura și cerul erau văzute ca aflate într-o continuă transformare, spre deosebire de gândirea vestică europeană.

### Roma antică
Filozoful atomist Titus Lucretius Carus (d. 50 i.Hr.), în poemul său De rerum natura ("Despre natura lucrurilor") ne înfațișează clar ideile lui Epicur privind evoluția cosmosului, a Pământului, a ființelor și a societății umane și aceasta făcând apel la rațiuni mecaniciste fără referință la implicarea vreunei forțe supranaturale.
Aceasta a avut o mare influență asupra filozofilor și oamenilor de știință din perioada Renașterii și a epocilor următoare.

## Evul mediu

### Filozofia islamică
După căderea Imperiului Roman, ideile evoluționiste au dispărut de pe scena europeană, fiind preluate de oamenii de știință și filozofii islamici.
În epoca de aur a islamului astfel de idei erau predate în școlile islamice.
Astfel, scrierile lui al-Khazini pot fi considerate ca formând nucleul evoluționismului islamic.
Însa primul filozof și biolog musulman care s-a ocupat în detaliu de problematica evoluționistă a fost scriitorul afro-arab Al-Jahiz (secolul al IX-lea).
Acesta ia în considerare influența mediului înconjurător asupra șanselor de supraviețuire a speciilor și descrie lupta pentru existență.
Filozoful persan Ibn Miskawayh, precum și celebra Enciclopedie a Fraților Purității, din acea vreme, explica modul cum au evoluat noile specii: din materie în vapori, apoi în apă, cum mineralele devin plante și apoi animale, ajungând la maimuțe și, în final, la oameni.
Savantul Alhazen a scris o carte în care aduce argumente evoluționiste, fără a face apel la selecția naturală. 
Și alți oameni de știință islamici, Al-Biruni, Nasir al-Din al-Tusi, Ibn Khaldun, au discutat și dezvoltat aceste idei.
Traduse în latină, toate aceste lucrări au început să apară și în vestul Europei, având un puternic impact în perioada renascentistă.

## Filozofia creștină

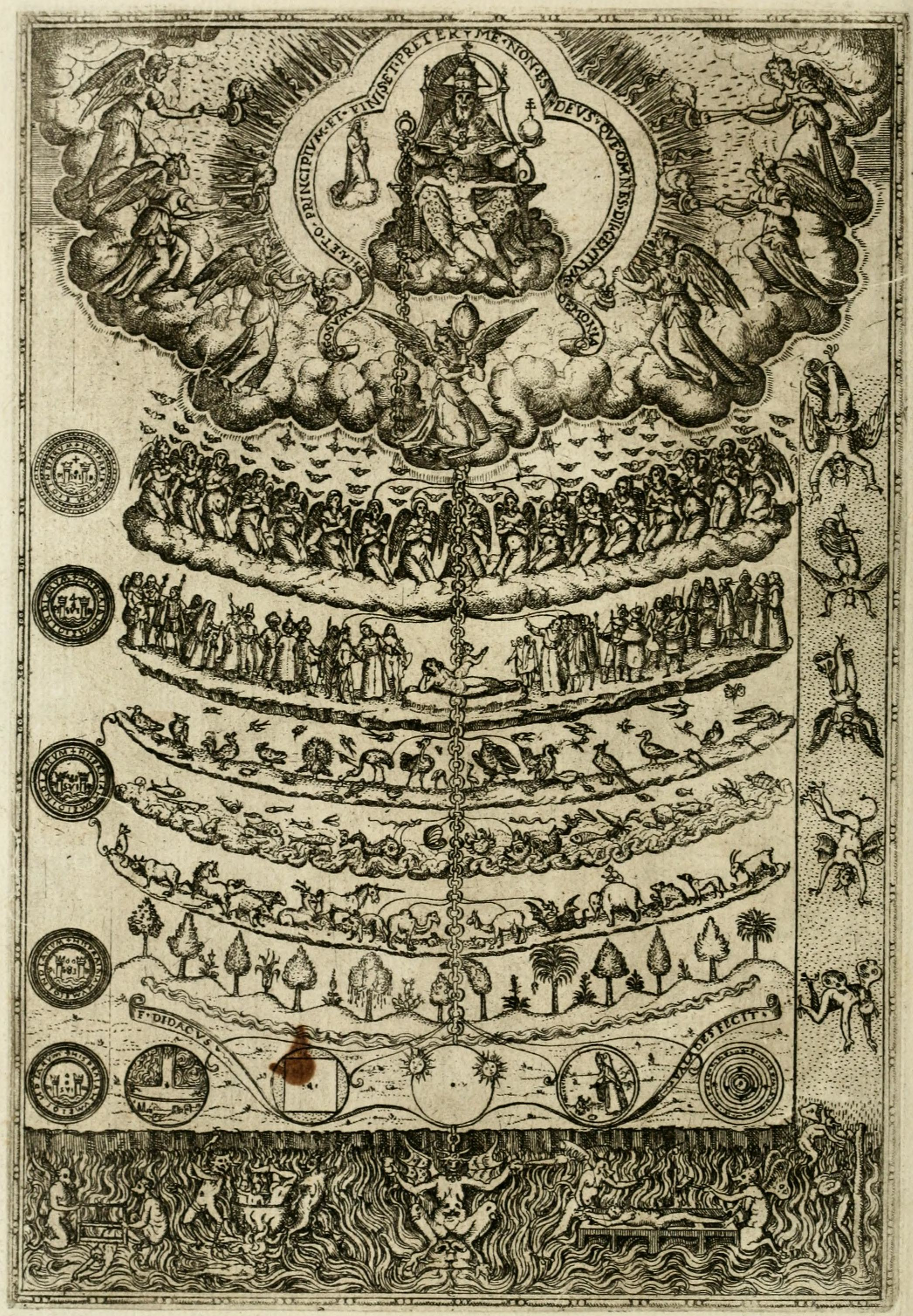
Marele lant al vieții, așa cum apare în lucrarea Retorica Christiana (1579) a lui Didacus Valdes

În perioada Evului Mediu timpuriu, învățăturile Greciei antice au fost aproape uitate de către Europa occidentală.
Dar contactele cu lumea islamică, unde manuscrisele grecești au fost traduse și păstrate, conduce, în secolul al XII-lea, la o pătrundere masivă a traducerilor latine.
Astfel europenii redescoperă operele lui Platon și Aristotel și iau cunostință și cu gândirea islamică. Gânditorii creștini scolastici, cum ar fi Pierre Abélard și Toma de Aquino, combină clasificarea lui Aristotel cu ideile lui Platon privind bunătatea divinității supreme și în ceea ce privește toate formele de viață din cadrul creației divine.
Se ajunge chiar la o clasificare a tuturor ființelor vii și lucrurilor într-un mare sistem numit scala naturæ, sau marele lanț al vieții⁠(d).
Într-un astfel de sistem, tot ceea ce există poate fi plasat într-o anumită ordine, începând de sus (unde se afla cerul) până în partea cea mai de jos (iadul).
Cum universul era perfect, și acest sistem era considerat perfect.
În acest lanț nu exista nicio verigă lipsă, fiecare specie își avea poziția ei bine stabilită, asadar nicio specie nu se putea muta dintro-parte în alta.
Astfel se realiza concordanța cu textul biblic al Creației.
În cazul omului, părăsirea locului prestabilit era considerata un păcat, fie datorită faptului că se apropie de animale, considerate inferioare, fie pentru că încearcă să fie asemeni creatorului.
Creaturile aflate în poziții învecinate erau considerate asemănătoare, conform maximei: natura non facit saltum ("natura nu face salturi").
Acest concept a influențat puternic, timp de secole, gândirea civilizației vest-europene și chiar si astăzi mai are unele influențe, fiind la baza așa-numitului argument teleologic, prezentat în telogia naturală. Totuși acest sistem are și meritele lui: rămâne ca principiu de organizare, aplicat ulterior în secolele al XVII-lea și al XVIII-lea, când apare biologia modernă.

## Renașterea și Iluminismul

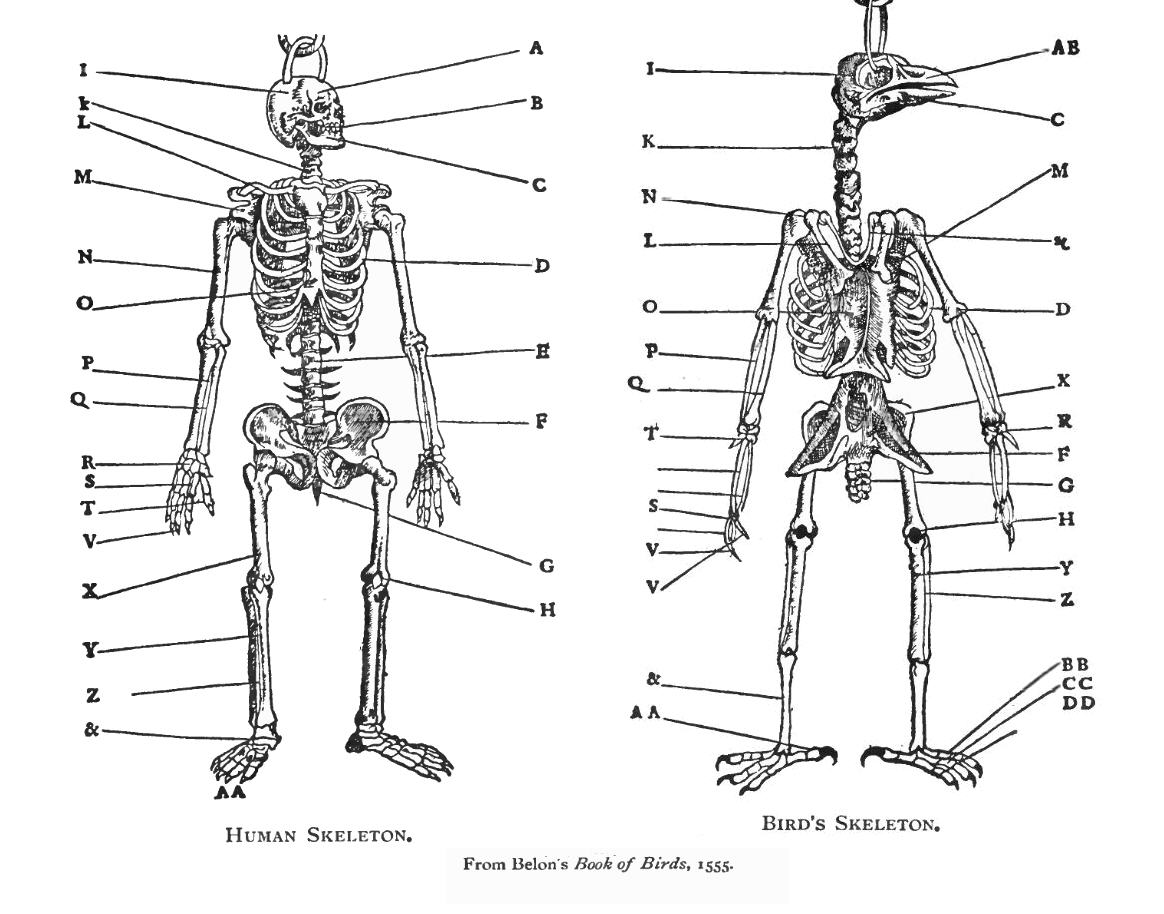
În lucrarea Book of Birds (1555), naturalistul francez Pierre Belon (1517‑1564) compară scheletul uman cu cel de pasăre

În perioada 1650 - 1800, au fost elaborate o serie de teorii de factură evoluționistă, care susțineau că viața s-a dezvoltat în mod mecanic, fără vreo intervenție divină.
Astfel filozoful mecanicist René Descartes promovează o imagine a universului prin care acesta este comparat cu o mașină, cu un mecanism.
Aceasta concepție va caracteriza revoluția științifică ce va urma.Bowler, 2003, pp. 33–38.
În 1764, în Dictionnaire philosophique, Voltaire aduce argumente împotriva conceptului creștin marele lanț al vieții (Scala naturæ⁠(d)) care ar ordona ierarhic materia moartă, plantele și animalele.
Totuși, multe teorii evoluționiste ale acelei perioade, cum ar fi cea a lui Gottfried Wilhelm Leibniz și J.G. Herder, susțineau ca evoluția ar fi un proces spiritual.
În 1751, Pierre Louis Maupertuis se îndreaptă către o explicație materialistă.
În scrierile sale despre modificările naturale care apar în cadrul reproducerii și se acumulează de-a lungul generațiilor, demonstrează că astfel se creează noi rase și chiar noi specii, anticipând ideea selecției naturale.
Mai târziu, prin secolul al XVIII-lea, filozoful și naturalistul francez Buffon susține că acele specii, la care se referă majoritatea oamenilor de știință, nu sunt altceva decât varietăți clar conturate și obținute prin modificarea originalului datorită influenței mediului înconjurător.
De exemplu, el consideră că leii, tigrii, leoparzii și pisicile ar avea un strămoș comun.
Astfel ajunge la ideea că cele circa 200 de specii de animale, cunoscute în acea perioadă, au provenit din 38 de forme originale.
Concepțiile evoluționiste ale lui Buffon erau limitate; considera că acele forme originale au apărut prin generare spontană și că anumite tipare nu permit decât un număr limitat de schimbări.
Totuși, Buffon a fost unul dintre marii naturaliști ai secolului al XVIII-lea, iar lucrările sale Istoria naturală și Perioadele naturii, care conțineau teorii foarte evoluate privind originea și evoluția Pământului, au exercitat o influență covârșitoare în evoluția ulterioară a cunoașterii lumii.Bowler, 2003, pp. 75–80.Larson, 2004, pp. 14–15.
Între 1767 si 1792, James Burnet, Lord Monboddo, în scrierile sale, arată că omul provine din primate.
Mai mult, ca răspuns la influențele mediului înconjurător, într-o lungă perioadă de timp, animalele și-au transformat caracteristicile.Henderson, 2000.
Erasmus Darwin, bunicul lui Charles Darwin, în lucrarea Zoönomia, publicată în 1796, arată că toate animalele cu sânge cald au un strămoș comun.Darwin, Erasmus, 1818, vol. I, sect. XXXIX. În poemul său, Temple of Nature (1802), el descrie apariția vieții din organisme minuscule ce trăiesc în mâl, ca apoi să ajunga la diversitatea cunoscută astăzi.

## Începutul secolului al XIX-lea

### Paleontologia și geologia

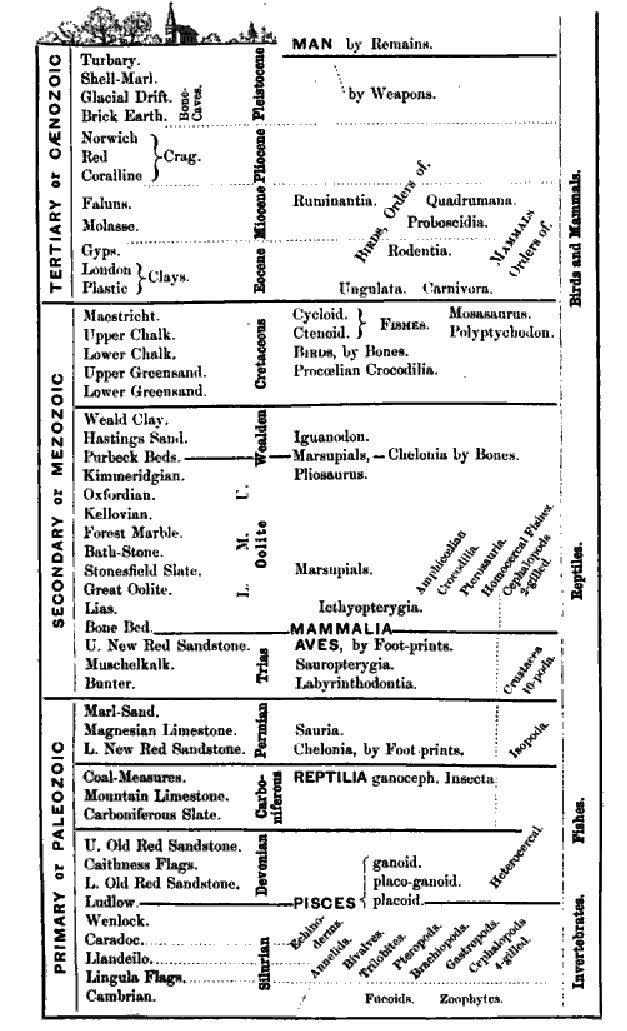
Succesiunea erelor geologice, prezentată într-o lucrare a lui Richard Owen din 1861, care prezintă apariția principalelor specii de animale

În 1796, Georges Cuvier publică rezultatele descoperirilor sale privind diferențele dintre speciile de elefanți de astăzi și cele fosile.
Demonstrează că mamuții și mastodonții erau specii diferite de orice animal existent astăzi, ceea ce conduce la o lungă dezbatere privind posibilitatea dispariției speciilor.
În 1788, James Hutton descrie procesele geologice care au loc gradual pe o lungă perioadă.
William Smith elaborează harta geologică a Angliei și studiază succesiunea straturilor de rocă, examinând fosilele descoperite.
În 1811, Georges Cuvier și Alexandre Brogniart realizează, independent unul de celălalt, studii de istorie geologică a regiunii din jurul Parisului, pornind de la succesiunea stratigrafică a rocilor.
Toate aceste lucrări au condus la determinarea vechimii Pământului.
Cuvier face apel la teoria catastrofelor pentru a explica dispariția speciilor relevate de fosile.
Studiul fosilelor cunoaște un progres substanțial la începutul secolului al XIX-lea.
Prin anii 40' harta cronologică a erelor geologice începe să se contureze, astfel că, în 1841, John Phillips definește 3 mari astfel de perioade, caracterizate printr-o faună specifică:
- paleozoic, dominat de prezența nevertebratelor marine și a peștilor;
- mezozoic, epoca reptilelor;
- cenozoic, epoca mamiferelor, în care ne aflăm astăzi.

Aceasta imagine istorică a vietii, progresistă dealtfel, este acceptată chiar și de geologi englezi conservatori ca: Adam Sedgwick și William Buckland.
Însă aceștia, asemeni lui Cuvier, au explicat această evoluție prin existența unor cataclisme care au condus la dispariția pe scară largă a speciilor, urmate de noi perioade de creație.
Mai mult, mergând pe linia teologiei naturale, geologii conservatori menționați au făcut apel și la teme potopului biblic.
În perioada 1830 - 1833, Charles Lyell publică o lucrare în trei volume, Principles of Geology, prin care, bazându-se pe concepțiile lui Hutton, promovează doctrina uniformitarianismului.
Astfel susține că aspectul Pământului actual nu numai că este rezultatul unor dezastre (probabil supranaturale), dar că aceleași procese geologice graduale au loc și astăzi, bineînteles pe o lungă perioadă de timp.
Deși în general se opune evoluționismului, prin această concepție uniformitarianistă, Lyell exercită o puternică influență asupra viitorilor evoluționiști, precum Charles Darwin.

### Transmutația speciilor

Diagramă ce indică evoluția regnului animal, așa cum apare în Vestiges of the Natural History (1844) a lui Robert Chambers:
F - pești
R - reptile
B - păsări
M - mamifere

În lucrarea sa, Filozofia geologică (Philosophie Zoologique, 1809), Jean-Baptiste de Lamarck, unul dintre fondatorii paleontologiei,  propune teoria sa privind transmutația speciilor.
Această teorie a catastrofelor presupune perindarea a 32 de catastrofe însoțite de o nouă geneză, cu acumulare de caracteristici genetice. 
Ajunge la aceastã concluzie în urma studiilor asupra fosilelor în succesiunea straturilor geologice, încercând să armonizeze noile date furnizate de geologie cu creaționismul. 
Astfel, Lamarck nu credea că toate ființele provin dintr-un strămoș comun, considerând ca cele mai simple forme de viață au apărut prin abiogeneză.
Acesta consideră că o forță intrinsecă face ca speciile să devină tot mai complexe, ajungând la imaginea acelui lanț al existenței.
Totuși, Lamarck recunoaște că speciile sunt adaptate mediului lor de viață, dar explica acest lucru pe seama aceleiași forțe care aduce modificări organelor după cum acestea sunt sau nu utilizate, la fel cum musculatura se fortifică în urma exercițiilor fizice.
El argumentează că aceste schimbări ar fi moștenite de generațiile următoare și ar produce o ușoară adaptare la mediu.
Este vorba de mecanismul secundar de adaptare prin moștenirea caracteristicilor dobândite care avea să fie cunoscut sub numele de lamarckism și care va influența gândirea evoluționistă până în secolul al XX-lea.
Teoria lui Lamarck este îmbogățită de Georges Cuvier și determină formarea unui curent francez numit transformaționism, care ulterior a influențat și școala britanică de anatomie comparată.
Printre reprezentanții cei mai de seamă se numără anatomistul Robert Grant. Acesta a fost adeptul concepțiilor lui Étienne Geoffroy Saint-Hilaire, anatomist francez aflat în dispută cu colegul său Cuvier în privința unității regnului animal.
Robert Grant, devenit o autoritate în anatomie și în domeniul reproducerii nevertebratelor marine, dezvoltă ideile lui Lamarck și ale lui Erasmus Darwin privind transmutația și evoluționismul, și, având ca argument de bază omologia existentă între organele diferitelor specii, dovedește originea comună a lumii vii.
Charles Darwin, pe atunci tânăr student, îl asista pe Grant în investigațiile sale privind ciclul de viață al animalelor marine.
În 1826, un document anonim, probabil scris de Robert Jameson (1774 - 1854, mineralog scoțian), îi solicită lui Lamarck să argumenteze modul în care cum animalele superioare au evoluat din cei mai simpli viermi; pentru prima dată cuvântul evoluție este utilizat în sensul său modern cu care astăzi suntem familiarizați.
În 1844, publicistul scoțian Robert Chambers publică anonim lucrarea Vestigii ale istoriei naturale a creației, ce s-a bucurat de o deosebită audiență, mai ales prin controversele generate.
Aici era susținut un scenariu al originii sistemului solar, dar și ale vieții pe Pământ.
Mai mult, era subliniat faptul că fosilele dovedesc o evoluție continuă a speciilor de animale, ajungând până la cele recente și la om.
Ideile privind transmutația speciilor erau asociate cu materialismul radical al Iluminismului și au fost vehement combătute de gânditorii conservatori.
Georges Cuvier atacă ideile lui Lamarck și Geoffroy Saint-Hilaire susținând concepția lui Aristotel, conform căreia speciile sunt imutabile.
Cuvier consideră că dispariția acelor specii, a căror mărturie se regăsește fosilizată, este rezultatul unor catastrofe, urmate de repopulări masive.
Ca dovadă, reprezentările grafice ale animalelor realizate de către vechii egipteni (deci cu mii de ani în urmă) nu arată nicio schimbare în comparație cu speciile moderne.
Forța argumentelor lui Cuvier a ținut concepția evoluționistă departe de atenția opiniei publice timp de câteva decenii.
În Marea Britanie filozofia teologiei naturale (acea teologie care încerca să explice logic existenta divinității și a legității lumii fizice) își menținea puterea de influență.
Astfel în cartea teologului William Paley, apărută în 1802, argumentul teleologic, cu celebra sa analogie a cesornicarului, se constituia ca o replică la ideile transmutaționiste ale lui Erasmus Darwin.
Influențați de teologia naturală, geologi ca Buckland, Sedgwick atacau conceptele evoluționiste ale lui Lamarck, Grant sau lucrarea Vestigii ale istoriei naturale a creației.
Chiar și geologul Charles Lyell, deși se opunea creaționismului, în lucrarea sa Principiile geologiei (1830 - 1833), susținea imutabilitatea speciilor și critica teoriile lui Lamarck privind evoluția.
Idealiști ca Louis Agassiz și Richard Owen credeau că fiecare specie era neschimbabilă și în mod aprioric prestabilită de mintea creatorului sub forma unui arhetip.
Mai mult, Owen susține o campanie publică prin care să-l marginalizeze pe Robert Grant de lumea științifică.

### Anticiparea selecției naturale
Mai mulți autori au anticipat teoria evoluționistă a lui Darwin.
Aceștia sunt menționați în a treia ediție a Originii speciilor într-o anexă aflată la introducere, pe care a extins-o în edițiile ulterioare.
În 1813, medicul William Charles Wells (1757 - 1817) susține o prelegere în cadrul Societății Regale conform căreia există o evoluție a speciei umane, recunoscând principiul selecției naturale.
Charles Darwin și Alfred Russel Wallace nu aflaseră de această lucrare când, în 1858 au publicat celebra teorie.
Ulterior Darwin menționează faptul că Wells deja descoperise acest principiu pe care îl și prefigurase în lucrarea O relatare despre o femeie albă a cărei piele seamănă parțial cu a unui negru ( "An Account of a White Female, part of whose Skin resembles that of a Negro"), care fusese publicat în 1818.
Însă observațiile lui Wells se limitau doar la specia umană și numai la anumite caracteristici.
Când Darwin și-a dezvoltat teoria, a fost influențat de sistemul natural de clasificare al botanistului elvețian Augustin Pyramus de Candolle (1778 - 1841) care punea accentul pe competiția dintre diversele specii care intră in concurență.
Scoțianul Patrick Matthew (1790 - 1874) a scris, în 1831, o carte rămasă un timp necunoscuta: Naval Timber & Arboriculture, unde susține că: Progeniturile acelorași părinți, în condiții de mediu diferite, pot deveni, după mai multe generații, specii distincte, incapabile de co-reproducere. 
Darwin descoperă această lucrare abia după publicarea primei ediții a Originii speciilor.
Într-o anexă a celei de-a treia ediții, marele naturalist precizează:
Acest punct de vedere a mai fost indicat, dar pe scurt, și de Dl. Matthew într-o lucrare a sa asupra unui alt subiect...Totuși acesta a înteles forța pe care o are principiul selecției naturale.
Dacă studiem mai atent istoria biologiei, este posibil să găsim unele anticipări ale teoriei lui Darwin chiar în cadrul antichității greci.
Dar, așa cum sublinia Peter J. Bowler, istoric al științei, prin combinarea unor evaluări teoretizante îndrăznețe și capabile să estimeze faptele, Darwin ajunge la un concept evoluționist rămas unic de-a lungul timpului.
Mai mult, Bowler susține faptul că nu simpla prioritate a unei descoperiri asigură un loc in istorie, ci și modul în care ideile acesteia sunt dezvoltate și cum ceilalți ajung să fie convinși de importanța teoriei astfel încât aceasta să aiba un real impact.
Thomas H. Huxley, într-un eseu publicat la recepția Originii speciilor precizează:
Ideea că, în condiții externe diferite, pot rezulta noi specii, variație pe care numim spontană deoarece nu îi cunoaștem cauzele, este total necunoscută istoricilor științei ca făcând parte din gândirea biologilor de înainte de 1858. Tocmai aceasta este ideea de bază a Originii speciilor și chintesența darwinismului.

### Selecția naturală
Observațiile biogeografice efectuate de Charles Darwin în locuri ca Insulele Galapagos i-au stârnit îndoiala în ceea ce privește presupusa imutabilitate a speciilor.
În notițele sale vom găsi, începând cu 1837, dezvoltarea unor concepte ca cel legat de transmutație. 
Aceasta îl conduce la ideea divergenței evolutive a lumii vii, adică ramificat, spre deosebire de progresul liniar, sub forma de scară, prefigurat de Lamarck și alții.
În 1838, Darwin citește lucrarea Un eseu asupra principiului populației (a șasea ediție), scrisă la sfârșitul secolului al XVIII-lea de Thomas Malthus.
Ideea acestei cărți privind lupta pentru existență determinată de creșterea populației precum și modul în care crescătorii de animale urmăresc obținerea anumitor caractere, toate acestea l-au determinat pe Darwin să-și formuleze teoria, teorie care are la bază selecția naturală.
Totuși timp de 20 de ani, marele naturalist nu și-a publicat teoria, dar a discutat-o cu alți naturaliști și cu prieteni ca Joseph Hooker. 
Conștient de controversa pe care o poate genera, în toata această perioadă a adunat dovezi și argumente care să-l susțină.
Spre deosebire de Darwin, Alfred Russel Walace a dedus ideea transmutației speciilor pornind de la lucrarea Vestigii ale istoriei naturale a creației ("Vestiges of the Natural History of Creation") a publicistului scoțian Robert Chambers (1802 - 1871).
Fără să știe că Darwin își publicase deja ideile sale evoluționiste, în februarie 1858, Wallace îi expune acestuia, printr-o scrisoare, ideile sale.
În iulie, același an, apare lucrarea Asupra tendinței speciilor de a forma varietăți și perpetuarea varietăților pe calea selecției naturale ("On the Tendency of Species to form Varieties; and on the Perpetuation of Varieties and Species by Natural Means of Selection").
Darwin începe să lucreze temeinic și, în 1859, publică Originea speciilor.

## Charles Darwin
Adunând o serie de date în călătoria sa pe nava Beagle (1833 - 1835), Darwin elaborează teoria care îi va purta numele și care va stârni controverse aprinse.
Observând varietatea speciilor de animale, în special în cazul sturzilor din Galapagos, ajunge la ideea că teoria creaționistă, susținută în special de religie, nu este valabilă.
Pe scurt, teoria lui Darwin susținea următoarele: speciile evolueaza nu atât datorită mutațiilor, cât datorită adaptării la mediu.
Presiunea mediului duce la selecția naturală.
Meritul lui Darwin este de a pune în evidență importanța acestui factor extern și a relației dintre acesta și specii. Inițial teoria nu se aplica oamenilor, contemporanii fiind cei care au adus teoria sa în centrul dezbaterilor.

## Secolul al XX-lea
În cazul ființei umane, lipsa unei forme tranziționale, acea așa-numită verigă lipsă, pune sub semnul întrebării ipoteza evoluției graduale. Studiile unor neodarwiniști ca: August Weismann, Theodosius Dobjanski, Ernst Mayr, George Gaylord Simpson insistă pe rolul mutațiilor genetice și au ca temă centrală preadaptarea genetică (existența latentă a unor schimbări) și polimorfismul genetic (menținerea unor mutații defavorabile), care conduc la concluzia că scopul selecției este de a transmite un set de posibilități.
Mai mult, specialiști ca: Albert Vandel, Jacques Ruffié sau Emile Zuckerkandl au arătat că evoluția reprezintă și o creștere a cantității informaționale.
Alte teorii care susțin localizarea în Africa a centrului de geneză al omului:
- neutralismul lui Motoo Kimura, care susține că hazardul este mai puternic decât presiunea ecologică, spre deosebire de neolamarckism care pretindea că mutația genetică se datorează stimulilor ecologici;
- teoria "arca lui Noe" a lui William W. Howells, care încearcă să identifice mecanismele care au condus la apariția omului modern și care presupune că acesta provine de la un strămoș comun de acum 200.000 de ani, cu răspândire rapidă și variabilitate genetică redusă;
- teoria "Grădinii Edenului", care susține existența a două ramuri moderne, una înlocuind-o pe cealaltă în timpul deplasării sale.

Policentrismul propus în 1949 de Franz Weidenreich susține și un alt loc de origine a omului și anume China.
Continuitatea regională cu Africa s-ar realiza prin transferul genetic dintre Homo erectus și "Homo sapiens recens" și care ar demonstra apartenența la aceeași specie.